# 新潟県道153号燕白根線
新潟県道153号燕白根線（にいがたけんどう153ごう つばめしろねせん）は、新潟県燕市から同県新潟市に至る一般県道である。

## 概要

### 路線データ
- 起点：新潟県燕市燕字東郷（新潟県道44号新潟燕線交点）
- 終点：新潟県新潟市南区上下諏訪木（国道460号交点）

## 通過する自治体
- 新潟県
  - 燕市 - 新潟市（西蒲区 - 南区）

## 接続する道路
- 新潟県道44号新潟燕線（起点：燕市燕字東郷）
- 新潟県道384号羽黒燕線（川前交差点）
- 新潟県道325号黒埼新飯田線（新潟市西蒲区長場 - 新潟市南区新飯田で重複）
- 新潟県道9号長岡栃尾巻線（新潟市南区清水）
- 新潟県道127号新津茨曽根燕線（茨曽根交差点）
- 国道460号（終点：諏訪ノ木交差点）

## 周辺
- JR弥彦線
  - 燕駅 - 燕三条駅
- JR上越新幹線
  - 燕三条駅
- 北陸自動車道 三条燕インターチェンジ
- 独立行政法人労働者健康福祉機構 燕労災病院
- 医療法人敬成会 白根緑ヶ丘病院 - ウェイバックマシン（2010年9月5日アーカイブ分）
- 燕市役所 燕庁舎
- 新潟市南区役所 月潟出張所
- 燕市立燕東小学校
- 新潟市立月潟中学校
- 新潟市立新飯田小学校
- 新潟市立茨曽根小学校
- 新潟市立中之口東小学校
- 新潟市立月潟小学校
- 第四北越銀行 燕中央支店
- 巻信用組合 月潟支店
- 燕中央通郵便局
- 燕東郵便局
- 燕南郵便局
- 新飯田郵便局
- 月潟郵便局
- 白根郵便局
- 明道メタル 本社・リロール工場
- 台和 新潟工場（食品容器）
- ツバメックス 本社
- ブルボン 新潟南工場
- 日佑電子 味方工場
- ジョーシン 燕三条店
- ケーズデンキ 燕三条店
- チャレンジャー 燕三条店
- ひらせいホームセンター 燕三条店
- マーケットシティ白根
  - 原信 白根店
  - ドラッグ・トップス 白根店
  - 蔦屋書店 マーケットシティ白根店
  - 真電 白根店
- スポーツランド燕
- 中ノ口川